# داسو ميراج إف1
داسو ميراج إف1 (بالفرنسية: Dassault Mirage F1)‏ هي مقاتلة تفوق جوي فرنسية ذات مقعد واحد صممت وصنعت من قبل شركة داسو لصناعات الطيران، خلفاً للمقاتلة الفرنسية داسو ميراج الثالثة.
دخلت الميراج إف1 الخدمة في القوات الجوية الفرنسية في أوائل السبعينات وقد استخدمت كمقاتلة خفيفة متعددة الأغراض، وصدرت لحوالي 12 دولة. بإنتاج بلغ أكثر من 700 طائرة ومن بين مقاتلات التفوق الجوي الأوروبية من الجيل الثاني (أي تلك التي بنيت في الستينات وأوائل السبعينات) كانت الإف1 الأكثر نجاحاً، والأهم بينها كونها أستخدمت من جميع مستخدميها في الحروب والصراعات الإقليمية.

## نظرة عامة

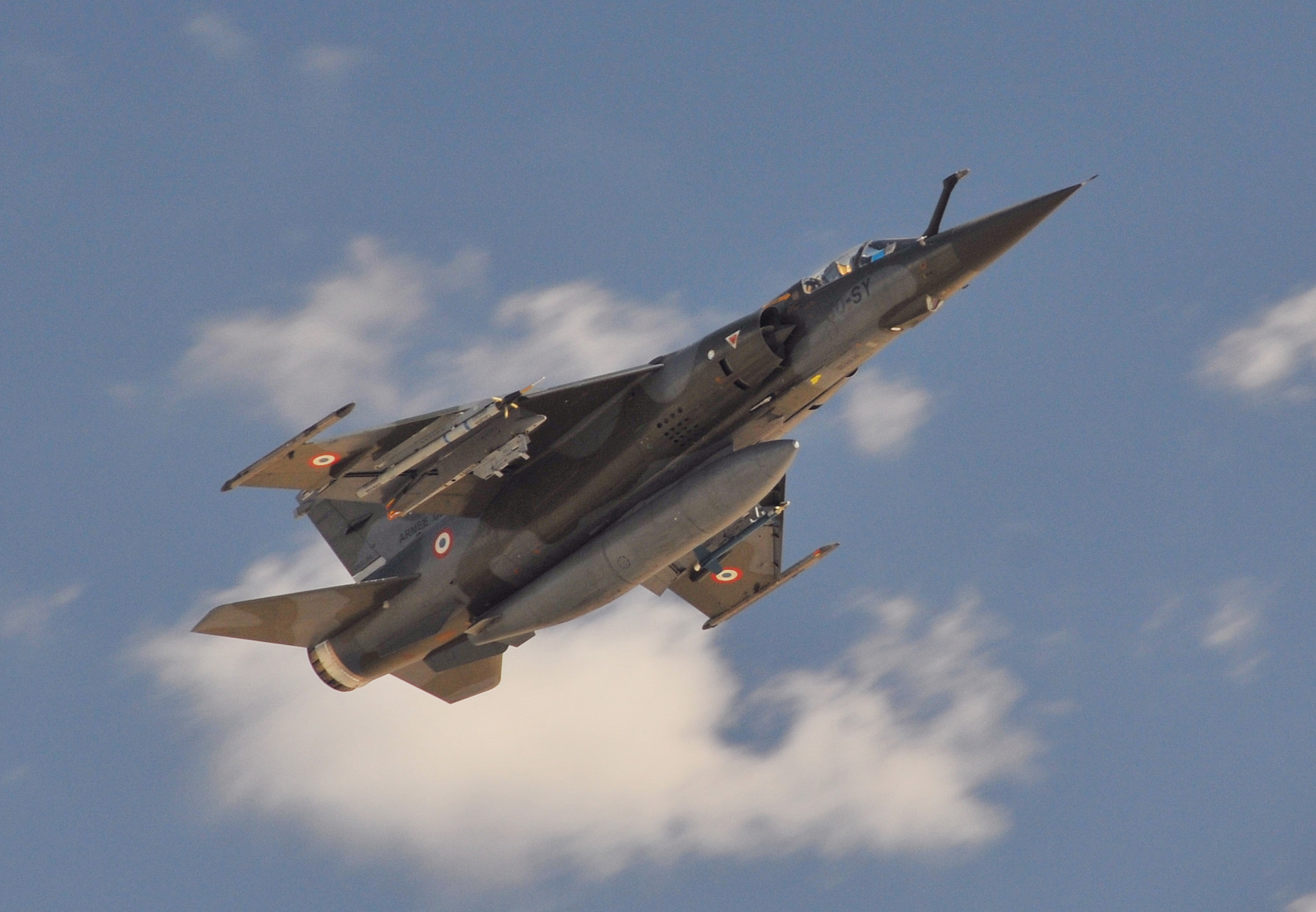
ميراج اف1 فرنسية

كلفت الحكومة الفرنسية في فبراير 1964 شركة مارسيل داسو بتصنيع طائرة جديدة خلفاً للطائرة داسو ميراج الثالثة، فصنعت الطائرة الميراج F2 الكبيرة التي تصنف في فئة طائرات ال20 طناً من دون أسلحتها، والتي يدفعها محرك نفاث توربيني من نوع (TF 306) وتميزت هذه الطائرة في شكلها عن الميراج السابقة بجناح مرتد إلى الوراء ومجهز بأجنحة مساعدة لزيادة الرفع تعمل بتآلف مع الموازن الخلفي.
أقلعت هذه الطائرة في 12 يونيه 1966، غير أن مارسيل داسو كان قد موّل شخصياً نسخة أخرى من طائرة (F-2) أصغر حجماً سماها (F-1) وصممها كي تعمل بمحرك واحد من نوع آثار.
أثارت هذه الطائرة الاهتمام إلى درجة أدت إلى صرف النظر تدريجياً عن الطائرة (F-2) وحولت الجهود إليها، فتجاوزت سرعة الصوت في رابع تجربة طيران لها. لقد تحطمت فيما بعد. لكن القوات الجوية الفرنسية أوصت على مائة طائرة منها لتحل محل الطائرات الاعتراضية القديمة من نوع ميراج (F 3C) و (فوتور 2ن).
وهكذا ظهرت إلى الوجود طائرة جديدة متقدمة بكثير من نواح متعددة على الطائرات ذات الأجنحة المثلثة دلتا، وبفضل هذا الجناح الجديد وفعاليته الشديدة، أمكن تقصير المدارج وتخفيض سرعة الإقلاع والهبوط إلى أقل مما كان عليه مع الميراج القديمة، وذلك رغماً عن أن وزن الطائرة أصبح أثقل، وأن مساحة الجناح نقصت عن قبل، كذلك بفضل محرك «آتار» الحديث ازدادت قوة الدفع.
وقد أدخلت تحسينات أخرى على الطائرة بتجهيزها برادار سيرانو 4 المتعدد الاستخدامات وبخزانات داخلية إضافية أدت إلى زيادة 45% من كمية الوقود، مما ضاعف مدى مهام المساندة الأرضية ضعفين وطاقة الاستكشاف ثلاث أضعاف، كذلك تحسنت قدرتها على المناورة بمعدل 80%. كل ذلك جعل إنجازات هذه الطائرة متفوقة عموماً.

## المستخدمون

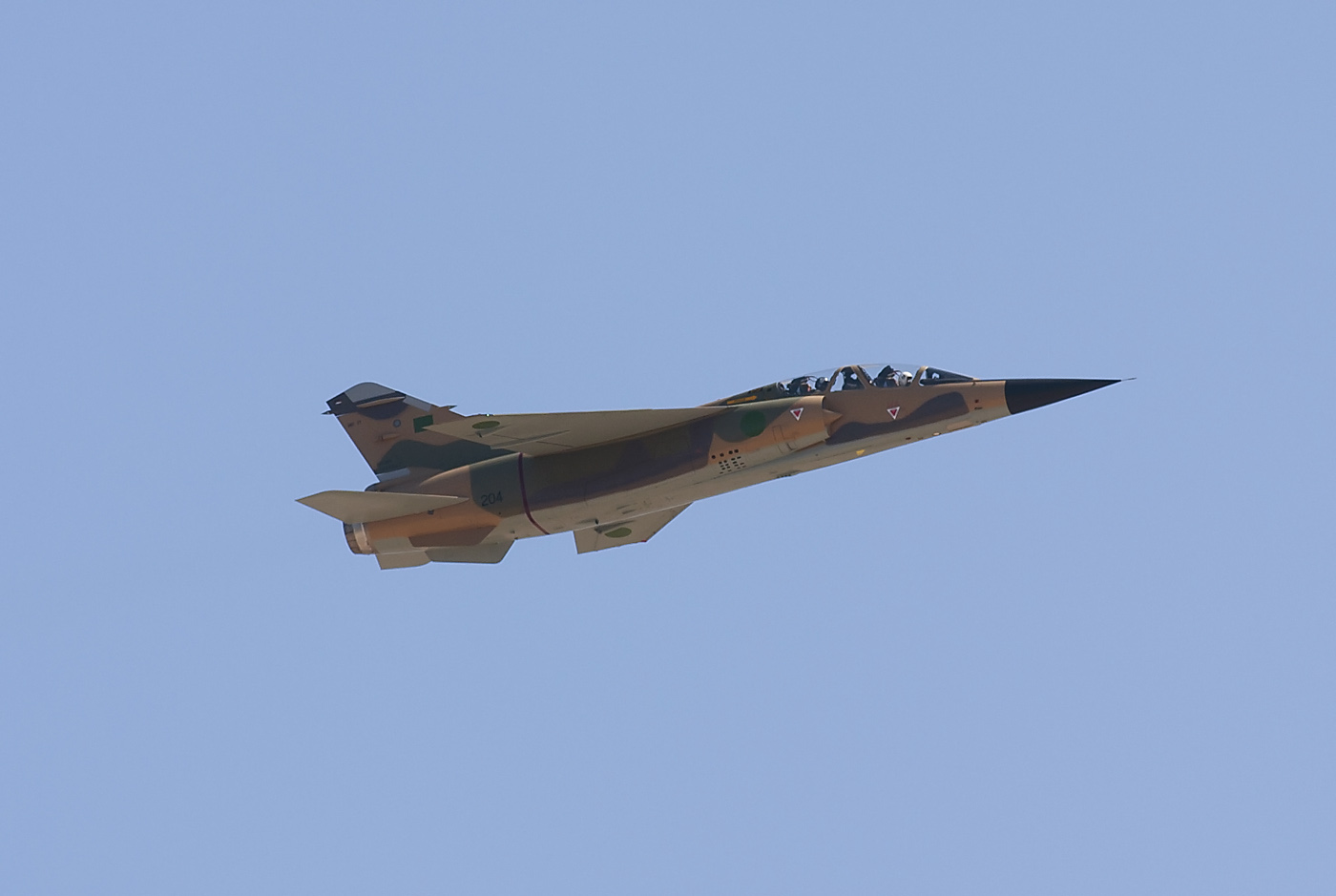
ميراج إف 1 لسلاح الجو الليبي

- فرنسا
- العراق
- إسبانيا
- المغرب
- ليبيا
- الأردن
- الإكوادور
- الغابون
- إيران
- اليونان
- الكويت
- قطر
- جنوب إفريقيا
- تونس

## المواصفات

### الصفات العامة
- الطاقم: 1.
- الطول: 15.33 متر.
- المسافة بين الجناحين: 8.44 متر.
- الارتفاع : 4.49 متر.
- مساحة الأجنحة: 25 متر².
- الوزن فارغة:7,400 كجم.
- الوزن محملة: 11,130 كجم.
- أقصى وزن محمله: 16,200 كجم.
- المحرك: محرك واحد من نوع سنيكما (SNECMA Atar 9K-50 afterburning turbojet)

### الأداء
- السرعة القصوى: 2.3 ماخ (2,573 كيلومتر/ساعة) على ارتفاع 11,000 متر.
- المدى: 2,150 كيلومتر.
- أقصى ارتفاع: 20,000 متر.
- معدل الصعود: 215 متر/ثانية
- الحمل على الأجنحة:450 كيلوجرام/متر².
- النسبة دفع-وزن: 0.86 وهي محمله، 0.58 وهي محملة إلى أقصى وزن.

### التسليح
- مدافع: 2× 30 مم من نوع DEFA 553 مع 150 طلقه لكل مدفع.
- قذائف: 8 أوعية قذائف ماترا × 18 قذيفة 68 مم للواحدة.
- الصواریخ: 4× إيه آي إم-9 سايدويندر.
- القنابل: ما مجموعه 6,300 كجم حموله على 5 نقاط تعليق خارجية.